# 오베로슈 전투
오베로슈 전투(Battle of Auberoche)는 1345년 가스코뉴 원정 중인 1345년 10월 21일 제1대 랭커스터 공작 그로스몬트의 헨리 휘하의 1,200명의 앵글로-가스코뉴 군대와 루이 드 푸아티에가 지휘하는 7,000명의 프랑스군 사이에서 벌어진 전투이다. 이 전투는 아키텐 북부 페리그 근처의 오베로슈 마을에서 벌어졌다. 당시 가스코니는 영국 왕실의 영토였으며 "영국"군에는 상당 부분의 원주민 가스콘이 포함되었다. 이 전투는 프랑스군에게 큰 패배를 안겨 주었고, 프랑스군은 지도자들이 죽거나 포로가 되는 등 매우 많은 사상자를 냈다.
이 전투는 백년전쟁 초기에 일어났다. 올해 초 베르주라크 전투와 함께, 이는 이후 프랑스군의 입지가 무너지면서 이 지역의 군사적 세력균형에 변화를 가져왔다. 이는 현대 연대기 작가에 의해 "세계 최고의 전사 중 한 명"이라고 불리는 랭커스터의 헨리(Henry of Lancaster)로 이어지는 일련의 승리 중 하나였다.